# Robertson Davies
William Robertson Davies (n. 28 august, 1913, Thamesville, Ontario – d. 2 decembrie, 1995 , Orangeville, Ontario) a fost un romancier, dramaturg, jurnalist, critic și profesor canadian.

## Vezi și
- Listă de dramaturgi canadieni